# Hungarica

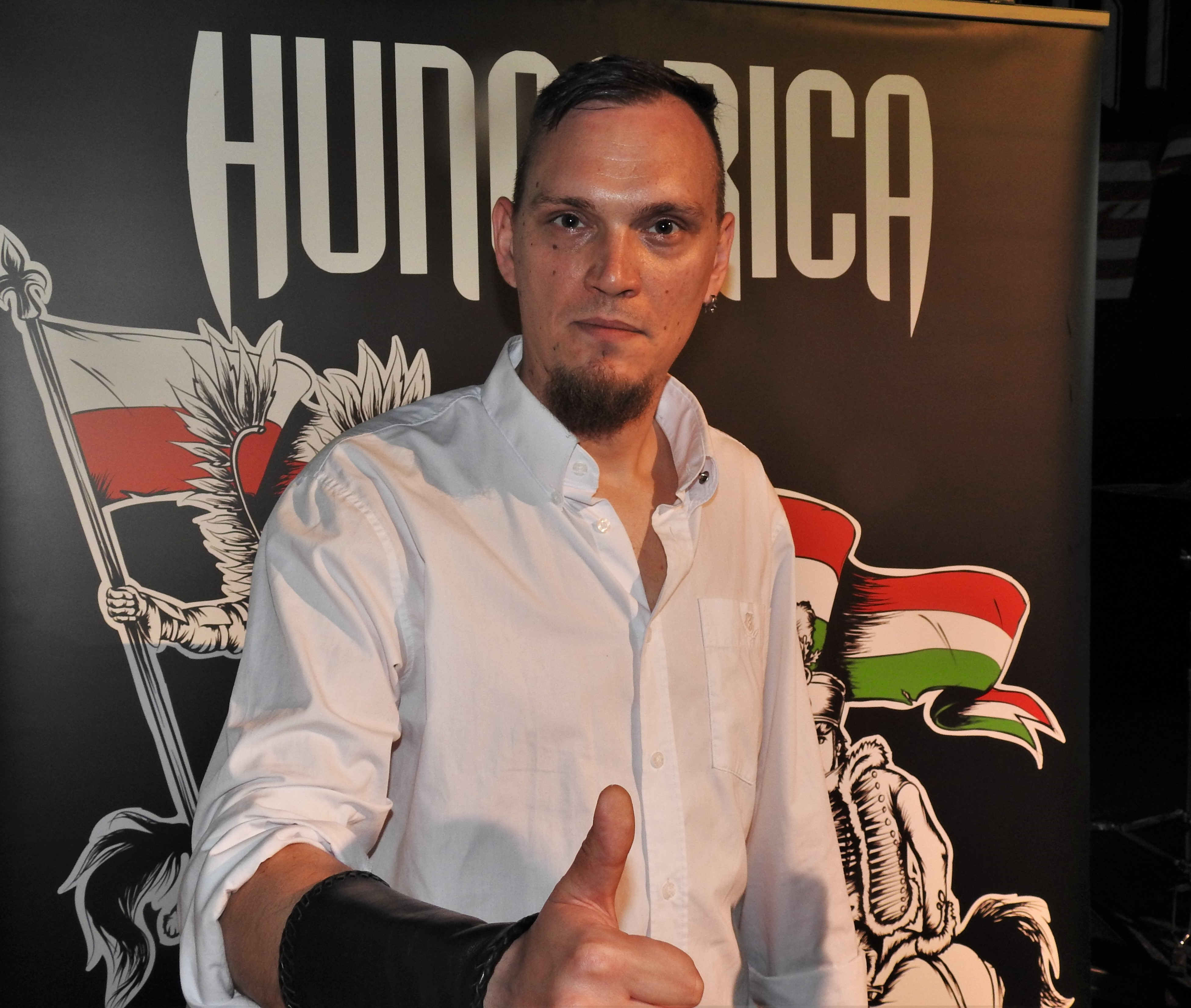
Zoltán Fábián – wokalista

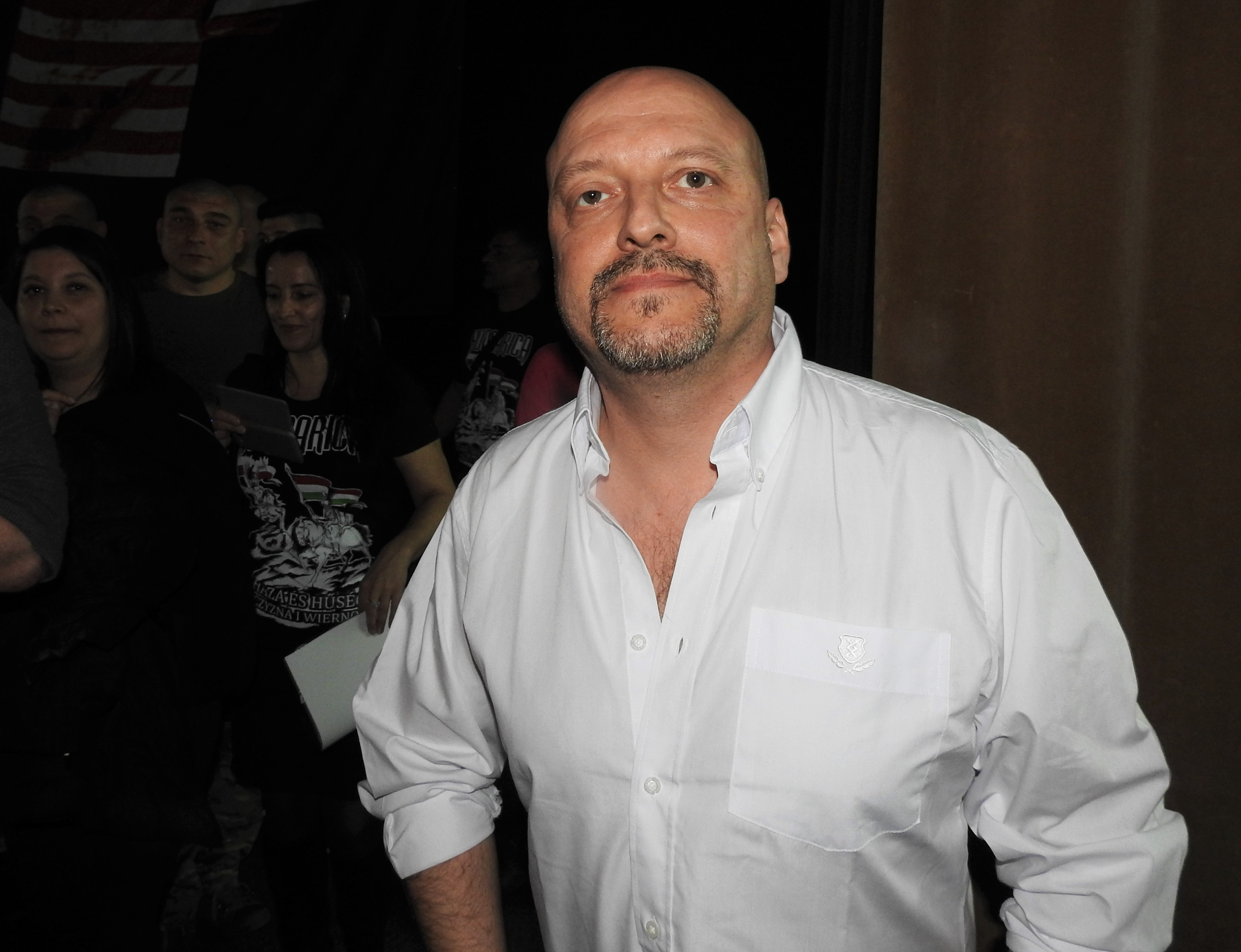
Norbert Mentes – gitarzysta

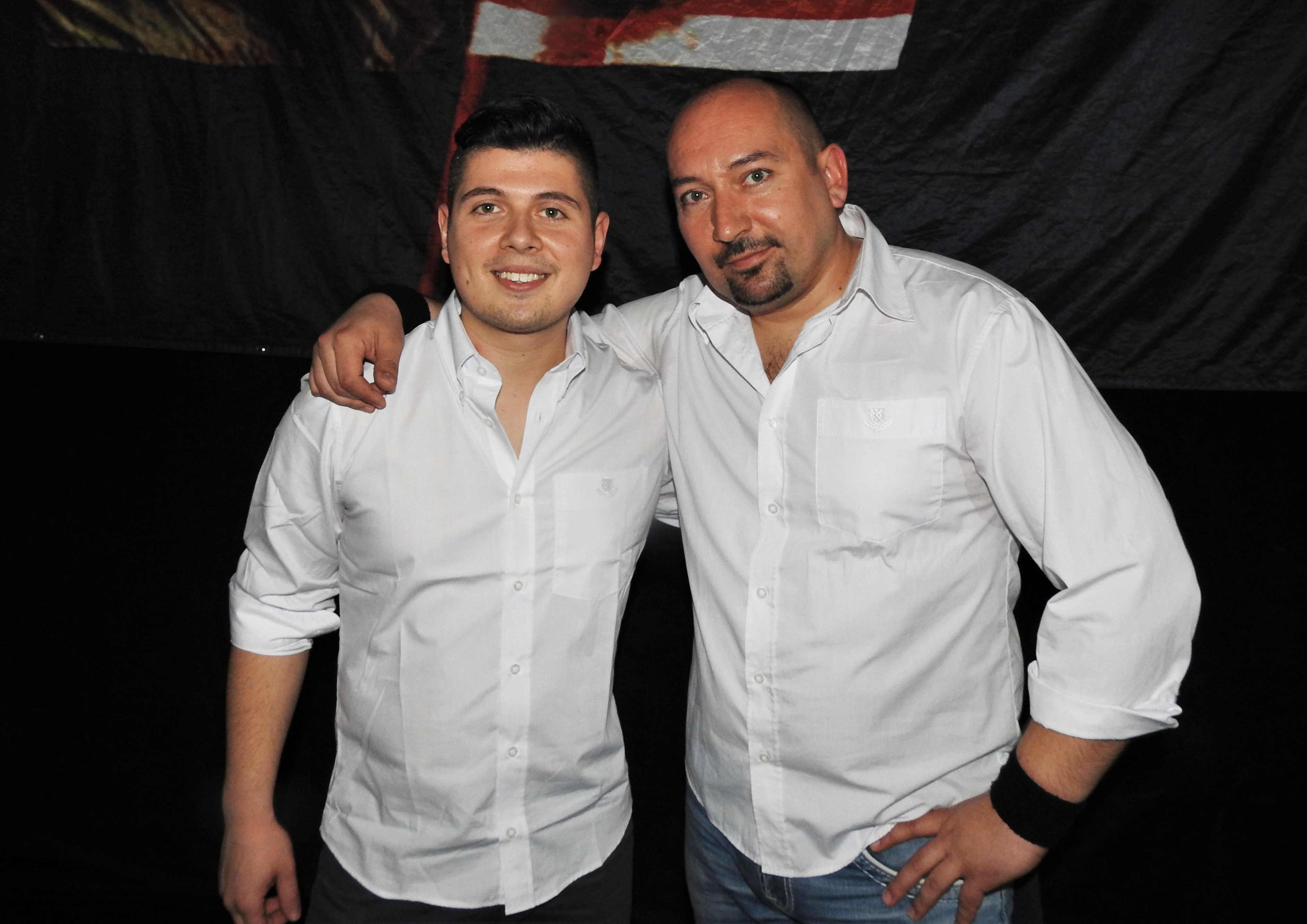
Péter Hoffer – perkusja i Barnabás Preidl – gitara basowa

Hungarica – węgierska grupa muzyczna grająca głównie rock narodowy, założona w 2007 roku.
Teksty zespołu koncentrują się na historii Węgier i losach narodu węgierskiego. Muzycy poruszają tematy m.in. etnicznie węgierskich ziem odebranych Węgrom na mocy postanowień Traktatu w Trianon i Pokoju paryskiego. W niektórych utworach negowane są także wartości kapitalistyczne oraz niektóre ruchy polityczne.

## Historia
Początki grupy sięgają 2006 roku, gdy Péter Hoffer, Norbert Mentes i Zoltán Pusztai założyli zespół M.A.D. (Magyar A Dal). W pięćdziesiątą rocznicę Powstania węgierskiego 1956 roku zespół przy współudziale wokalisty Zoltána „Zoli” Téglása nagrał płytę.
W 2007 roku do Hoffera i Mentesa dołączył wokalista węgierskiej grupy Romantikus Erőszak – Balázs Sziva. Trójka artystów stworzyła projekt Hungarica.
W maju 2010 roku zespół wystąpił z koncertem w Katowicach, podczas którego wokalista grupy, Balázs Sziva w czasie wykonywania kilku utworów trzymał w ręku polską flagę, podkreślając w ten sposób głęboką przyjaźń między Polską i Węgrami. Na albumie Test és vér (2013) grupa nagrała utwór pod tytułem „Lengyel, Magyar / Polak, Węgier” poświęcony przyjaźni polsko-węgierskiej. W utworze wystąpił gościnnie polski muzyk Andrzej Nowak.
Hungarica została bardzo dobrze przyjęta na Węgrzech. Obecnie, obok takich grup jak Kárpátia czy Romantikus Erőszak, Hungarica jest jednym z popularniejszych zespołów rockowych na Węgrzech. Zespół pojawia się jako muzyczna gwiazda na spotkaniach prawicowego ugrupowania politycznego Ruch na rzecz Lepszych Węgier „Jobbik”.

## Muzycy
| Obecny skład zespołu - Zoltán Fábián – wokal - Norbert Mentes – gitara - Barnabás Preidl – gitara basowa - Péter Hoffer – perkusja, bębny Byli członkowie zespołu - Gábor Vörös – gitara basowa - Balázs Sziva – wokal |  | Gościnna współpraca - Krisztián Polgár – gitara - Szabolcs Major – perkusja, bębny (trasa koncertowa w 2008 roku) - Zoltán „Zoli” Téglás – wokal - Ferenc „Feró” Nagy – wokal - Csaba Tobola - Botond Bese – flet - Flóra Herczeg – wokal - Gabriella Horváth – wokal - Andrzej Nowak – gitara, wokal - Grzegorz Kupczyk – wokal |  | - Miklós Jancsó – gitara basowa - Márton Tumbász – skrzypce - Gábor Madarász – gitara, gitara akustyczna - Szabolcs Váraljai – lira korbowa - Gábor Göbl – gitara basowa - Szilveszter Schneider – perkusja - József Kalapács – wokal - Miklós Varga – wokal |

## Dyskografia
- Nem keresek új hazát (2007)
- Demokratúra (2008)[11]
- A Szabadság Betűi (2008 – EP)[12]
- Nincs más föld, nincs más ég (2009)[13]
- Balladák (2009)[14]
- Felvidék Nem Szlovákia (2010)[15]
- Robotok: Rabszolgák (2011)[16]
- Test és vér (2013)[17]
- A Láng Örökkön Ég (2014)[18]
- Oltalmadat Remélem (2014)[19]
- Przybądź Wolności (2015)[20]
- Haza és hűség – Ojczyzna i wiernosć (2016)
- Hungarica – Radio Gdańsk live (2017)
- Blitzkrieg (2019)